# Ями (народ)
Ями (кит. 雅美族), также тао (самоназвание:Tao, кит. трад. 達悟族, упр. 达悟族) — один из коренных народов Тайваня, проживающий на острове Ланьюй («Орхидеевый остров»), относящемся к Тайваню. По языку и обычаям к ями ближе иватаны с филиппинских Батанских островов, а не другие народности Тайваня. Самоназвание «та-о», или «та-у», означает «человек» или «люди» как на языке тао, так и на всех филиппинских языках. Экзоним «ями» был впервые использован японским антропологом Рюдзо Тории после одного из первых визитов на остров в 1897 году.
Тао — мастера делать лодки татала, которые стали символом этой народности. 
В 2000 году численность тао составляла 3872. По данным переписи 2020 года — 4751 человек. Это составляет около 1 % аборигенного населения Тайваня.
Художественная литература о традиционном укладе жизни и столкновении с цивилизацией появилась в конце 80-х, начале 90-х годов XX века. Наиболее известен островитянин Сьяман Рапонган, писатель, создавший новое направление в литературе Тайваня. 
Примерно в марте каждого года изобилующие живностью воды течения Куросио приносят к Орхидеевому острову летучую рыбу. С её приходом мужчины тао начинают лов, который ведётся днями и ночами; значительную часть улова солят. Летучая рыба покидает этот район в июне-июле, и в 15-й день 8-го лунного месяца (обычно в сентябре) тао совершают другой ритуал, сигнализирующий, что летучую рыбу больше нельзя ловить, а также есть в свежем виде, хотя вяленую и солёную рыбу потреблять в зимнее время можно. По завершении церемонии хвосты самых крупных летучих рыб вывешиваются вдоль побережья как символ окончания сезона, а вся несъеденная свежая рыба выбрасывается.

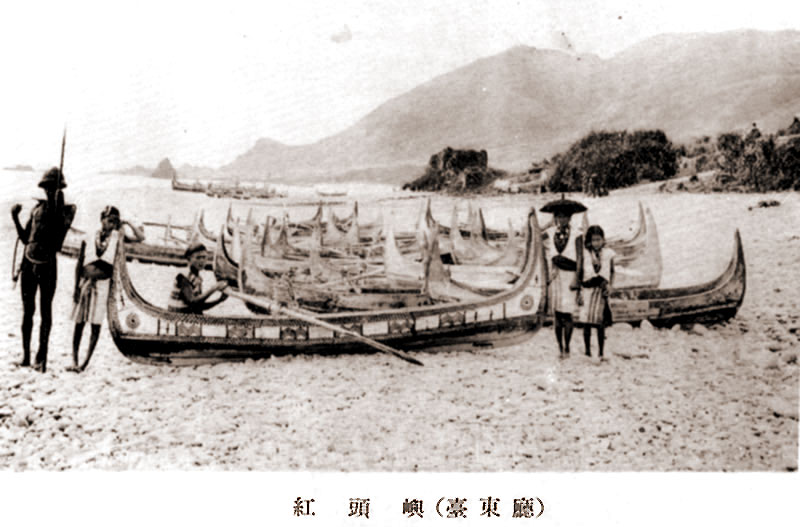
Тао на берегу острова Ланьюй, японская официальная публикация, 1931
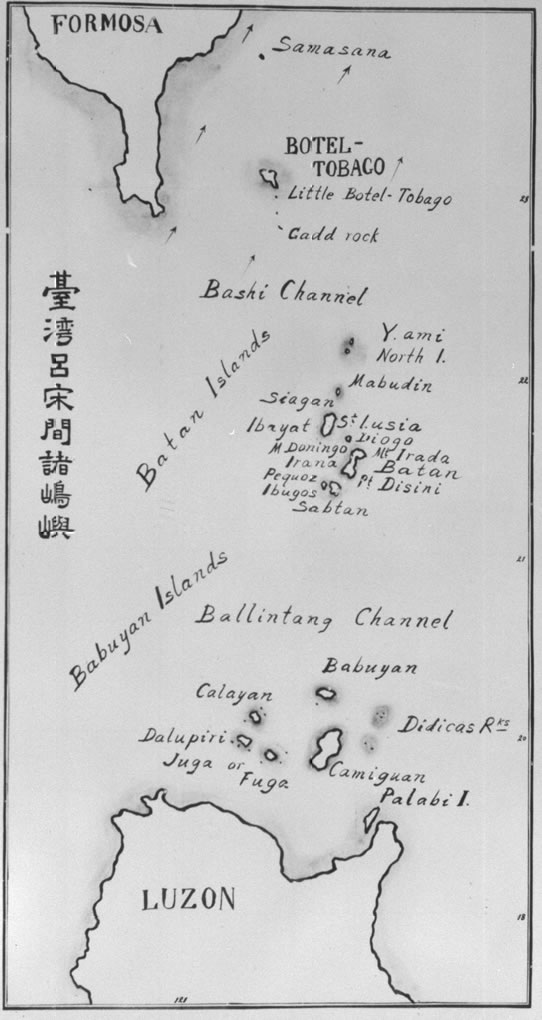
Остров Ланьюй (сверху) и другие острова Лусонского пролива